# Irakli Yegoian
Irakli Yegoian (Georgisch: ირაკლი ეგოიანი, Irakli Egoiani) (Tbilisi, 19 maart 2004) is een Georgisch-Nederlands professioneel voetballer die bij voorkeur op het middenveld speelt. Hij verruilde Vitesse in de zomer van 2025 voor Excelsior.

## Clubcarrière

### Jeugd
Na voor de amateursteams SC Markelo en FC Den Helder te hebben gespeeld, kwam Yegoian in 2013 bij de jeugd van Ajax te spelen. In 2017 vertrok hij naar de jeugd van FC Twente, die in 2020 opging in de gezamenlijke jeugdacademie van FC Twente en Heracles, waar hij de rest van zijn jeugd heeft gevoetbald.
Yegoian tekende in juni 2023 een tweejarig contract met optie voor nog een jaar bij FC Twente. Hij zat vanaf het seizoen 2022/23 meerdere keren bij de wedstrijdselectie van FC Twente, maar tot een debuut kwam het niet. Voor het O21-team van FC Twente/Heracles speelde hij in twee seizoenen 55 competitiewedstrijden en was hij in seizoen 2023/24 ook geregeld aanvoerder. 

### Vitesse
Op 7 augustus 2024 maakte hij een transfer naar het naar de Eerste divisie gedegradeerde Vitesse. Hij tekende een contract tot medio 2026, met een optie voor een derde jaar. Bij Vitesse maakte Yegoian op 9 augustus 2024 zijn debuut in een verloren thuiswedstrijd tegen SC Telstar. Zijn eerste doelpunt scoorde hij in de thuiswedstrijd tegen Jong Ajax, die in een 2-2-gelijkspel eindigde. Tegen De Graafschap scoorde hij met een omhaal buiten het zestienmetergebied, waarbij de bal via de onderkant van de lat in het net kwam. Aan het einde van het seizoen werd die goal verkozen tot Goal van het Jaar in de Eerste Divisie. In de beker scoorde hij in de eerste ronde het enige doelpunt van Vitesse tegen RKC, dat Vitesse met 3-1 versloeg. In het seizoen 2024/25 scoorde de middenvelder negen doelpunten en gaf hij vijf assists. Door de supporters werd hij verkozen tot Vitesse-speler van het jaar.

### Excelsior
Op 19 augustus 2025, nadat de proflicentie van Vitesse werd ingetrokken, kon Yegoian transfervrij vertrekken naar Excelsior, dat net naar de Eredivisie geprogrammeerd en van Vitesse ook al Mathijs Tielemans en Gyan de Regt had overgenomen. Hij tekende in Rotterdam een contract voor drie seizoenen tot de zomer van 2028.

## Clubstatistieken
| Seizoen | Club      | Competitie     | Competitie | Competitie | Beker | Beker | Totaal | Totaal |
| Seizoen | Club      | Competitie     | Wed.       | Dlp.       | Wed.  | Dlp.  | Wed.   | Dlp.   |
| ------- | --------- | -------------- | ---------- | ---------- | ----- | ----- | ------ | ------ |
| 2024/25 | Vitesse   | Eerste divisie | 33         | 8          | 1     | 1     | 34     | 9      |
| 2025/26 | Excelsior | Eredivisie     | 0          | 0          | 0     | 0     | 0      | 0      |
| Totaal  | Totaal    | Totaal         | 33         | 8          | 1     | 1     | 34     | 9      |

Bijgewerkt op 19 augustus 2025.

## Interlandcarrière
Irakli Yegoian is uitgekomen voor het Georgisch voetbalelftal onder 18 en 21, waarbij hij in het totaal negen wedstrijden heeft gespeeld, vooral in de kwalificatiewedstrijden van het Europees kampioenschap voetbal mannen onder 21. Bij zijn elf interlands heeft Yegoian nog niet gescoord.